# Campeonato Catarinense de Futebol de 2014 - Série A
O Campeonato Catarinense de Futebol de 2014 da Série A, ou Catarinense Chevrolet 2014, por motivos de patrocínio, foi a 89ª edição da principal divisão do futebol catarinense. O campeonato conta com a participação de 10 clubes. O campeão e o vice disputarão a Copa do Brasil de 2015. O campeonato também dá uma vaga para o Série D do campeonato brasileiro.

## Regulamento

### Primeira Fase
Os dez participantes jogam todos contra todos, em turno único. Os quatro melhores avançam para o quadrangular final. Os seis restantes disputam o hexagonal do rebaixamento.

### Quadrangular
Os quatro participantes jogam todos contra todos, em turno e returno. Os dois melhores são os finalistas.

### Hexagonal do rebaixamento
Os seis participantes jogam todos contra todos, em turno único. Os dois ultimos colocados são rebaixados para a Série B de 2015.

### Final
Disputada no sistema mata-mata em jogos de ida e volta. Em caso de igualdade nos pontos no confronto, a disputa será decidida no saldo de gols e, permanecendo o empate, a equipe de melhor campanha fica com o título.

### Critérios de desempate
Caso haja empate de pontos entre dois clubes, os critérios de desempates serão aplicados na seguinte ordem:
1. Número de vitórias
2. Saldo de gols
3. Gols marcados
4. Confronto direto
5. Número de cartões vermelhos
6. Número de cartões amarelos
7. Sorteio

### Rebaixamento
Os dois últimos clubes no hexagonal de rebaixamento irão disputar o Série B de 2015 (equivalente a segunda divisão de Santa Catarina).

## Equipes participantes
| Equipe              | Cidade         | Em 2013      | Estádio                            | Capacidade | Títulos (mais recente) |
| ------------------- | -------------- | ------------ | ---------------------------------- | ---------- | ---------------------- |
| Atlético de Ibirama | Ibirama        | 7º           | Baixada                            | 3.000      | 0 (não possui)         |
| Avaí                | Florianópolis  | 4º           | Ressacada                          | 17.826     | 16 (2012)              |
| Brusque             | Brusque        | 2º (Série B) | Augusto Bauer                      | 5.000      | 1 (1992)               |
| Chapecoense         | Chapecó        | 2º           | Arena Condá                        | 12.817     | 4 (2011)               |
| Criciúma            | Criciúma       | 1º           | Heriberto Hülse                    | 19.900     | 10 (2013)              |
| Figueirense         | Florianópolis  | 3º           | Orlando Scarpelli                  | 19.584     | 15 (2008)              |
| Joinville           | Joinville      | 6º           | Arena Joinville                    | 22.000     | 12 (2001)              |
| Juventus            | Jaraguá do Sul | 8º           | João Marcatto                      | 10.000     | 0 (não possui)         |
| Marcílio Dias       | Itajaí         | 1º (Série B) | Hercílio Luz                       | 12.500     | 1 (1963)               |
| Metropolitano       | Blumenau       | 5º           | Complexo Esportivo Bernardo Werner | 6.000      | 0 (não possui)         |

## Primeira Fase (Turno Único)

### Confrontos
|               | AIB | AVA | BRU | CHA | CRI | FIG | JOI | JUV | MDI | MET |
| ------------- | --- | --- | --- | --- | --- | --- | --- | --- | --- | --- |
| ATL. IBIRAMA  | —   | 2–1 |     |     |     | 1–1 |     |     | 2–0 | 0–1 |
| AVAÍ          |     | —   | 0–2 | 1–2 | 0–0 |     | 0–2 | 4–0 |     |     |
| BRUSQUE       | 2–0 |     | —   |     |     |     | 1–1 | 3–1 | 0–0 |     |
| CHAPECOENSE   | 3–2 |     | 2–1 | —   |     | 0–0 |     |     | 2–2 | 2–0 |
| CRICIÚMA      | 3–0 |     | 1–0 | 2–1 | —   | 1–0 |     |     | 1–1 |     |
| FIGUEIRENSE   |     | 1–2 | 1–0 |     |     | —   | 3–0 | 3–1 |     | 3–2 |
| JOINVILLE     | 4–1 |     |     | 0–0 | 1–1 |     | —   |     | 4–0 |     |
| JUVENTUS-SC   | 5–1 |     |     | 2–0 | 1–1 |     | 0–1 | —   |     |     |
| MARCÍLIO DIAS |     | 3–2 |     |     |     | 0–0 |     | 4–0 | —   | 1–2 |
| METROPOLITANO |     | 2–1 | 1–4 |     | 3–0 |     | 2–1 | 4–0 |     | —   |

| Vitória do mandante; Vitória do visitante; Empate. | Em vermelho os jogos da próxima rodada; Em negrito os jogos "clássicos". |

|}

### Desempenho por rodada

#### Posição por rodada
|                     | 1ªR | 2ªR | 3ªR | 4ªR | 5ªR | 6ªR | 7ªR | 8ªR | 9ªR |
| ------------------- | --- | --- | --- | --- | --- | --- | --- | --- | --- |
| Atlético de Ibirama | 2º  | 6º  | 8º  | 6º  | 6º  | 8º  | 9º  | 9º  | 10º |
| Avaí                | 7º  | 3º  | 6º  | 9º  | 10º | 7º  | 8º  | 8º  | 8º  |
| Brusque             | 9º  | 4º  | 7º  | 4º  | 5º  | 3º  | 1º  | 2º  | 6º  |
| Chapecoense         | 10º | 10º | 10º | 10º | 7º  | 9º  | 7º  | 6º  | 5º  |
| Criciúma            | 5º  | 2º  | 1º  | 3º  | 4º  | 2º  | 3º  | 3º  | 2º  |
| Figueirense         | 4º  | 5º  | 4º  | 2º  | 3º  | 6º  | 4º  | 4º  | 4º  |
| Joinville           | 5º  | 9º  | 9º  | 7º  | 2º  | 1º  | 5º  | 5º  | 3º  |
| Juventus            | 1º  | 7º  | 2º  | 5º  | 8º  | 10º | 10º | 10º | 9º  |
| Marcílio Dias       | 7º  | 8º  | 5º  | 8º  | 9º  | 5º  | 6º  | 7º  | 7º  |
| Metropolitano       | 2º  | 1º  | 3º  | 1º  | 1º  | 4º  | 2º  | 1º  | 1º  |

|  |                                              |
|  | Classificação à fase semifinal do campeonato |
|  | Classificação à fase semifinal do campeonato |

#### Líder de cada rodada
| Rodadas | Rodadas | Rodadas | Rodadas | Rodadas | Rodadas | Rodadas | Rodadas | Rodadas |
| ------- | ------- | ------- | ------- | ------- | ------- | ------- | ------- | ------- |
| 1       | 2       | 3       | 4       | 5       | 6       | 7       | 8       | 9       |
| JUV     | MET     | CRI     | MET     | MET     | JOI     | BRU     | MET     | MET     |

#### Lanterna de cada rodada
| Rodadas | Rodadas | Rodadas | Rodadas | Rodadas | Rodadas | Rodadas | Rodadas | Rodadas |
| ------- | ------- | ------- | ------- | ------- | ------- | ------- | ------- | ------- |
| 1       | 2       | 3       | 4       | 5       | 6       | 7       | 8       | 9       |
| CHA     | CHA     | CHA     | CHA     | AVA     | JUV     | JUV     | JUV     | ATI     |

## Segunda Fase (Quadrangular)

### Confrontos
|               | CRI | FIG | JOI | MET |
| ------------- | --- | --- | --- | --- |
| Criciúma      | —   | 2–3 | 0–0 | 1–0 |
| Figueirense   | 2–0 | —   | 1–2 | 2–1 |
| Joinville     | 1–0 | 1–1 | —   | 0–0 |
| Metropolitano | 0–4 | 1–1 | 0–0 | —   |

| Vitória do mandante; Vitória do visitante; Empate. | Em vermelho os jogos da próxima rodada; Em negrito os jogos "clássicos". |

|}

### Desempenho por rodada

#### Posição por rodada
|               | 1ªR | 2ªR | 3ªR | 4ªR | 5ªR | 6ªR |
| ------------- | --- | --- | --- | --- | --- | --- |
| Criciúma      | 4º  | 4º  | 2º  | 1º  | 3º  | 3º  |
| Figueirense   | 1º  | 1º  | 1º  | 3º  | 2º  | 1º  |
| Joinville     | 2º  | 3º  | 3º  | 2º  | 1º  | 2º  |
| Metropolitano | 3º  | 2º  | 4º  | 4º  | 4º  | 4º  |

|  |                                     |
|  | Classificação à final do campeonato |

#### Líder de cada rodada
| Rodadas | Rodadas | Rodadas | Rodadas | Rodadas | Rodadas |
| ------- | ------- | ------- | ------- | ------- | ------- |
| 1       | 2       | 3       | 4       | 5       | 6       |
| FIG     | FIG     | FIG     | CRI     | JOI     | FIG     |

#### Lanterna de cada rodada
| Rodadas | Rodadas | Rodadas | Rodadas | Rodadas | Rodadas |     |
| ------- | ------- | ------- | ------- | ------- | ------- | --- |
| 1       | 2       | 3       | 4       | 5       | 6       |     |
| CRI     | CRI     | MET     | MET     | MET     | MET     | MET |

## Final
Jogo de ida
| 6 de abril | Joinville                                | 2–1    | Figueirense        | Arena Joinville, Joinville                        |
| 16:00      | Wellington Saci 45+1' · Edigar Junio 74' | Súmula | Éverton Santos 49' | Público: 17 087 Árbitro: Bráulio da Silva Machado |

Jogo de volta
| 13 de abril | Figueirense                  | 2–1 | Joinville           | Orlando Scarpelli, Florianópolis             |
| 16:00       | Dudu 1' · Lúcio Maranhão 34' |     | Wellington Saci 56' | Público: 17 795 Árbitro: Héber Roberto Lopes |

## Premiação
| Campeonato Catarinense de 2014   |
| -------------------------------- |
|                                  |
| Figueirense Campeão (16º título) |

## Artilharia
| Gols | Jogador            | Time                |
| ---- | ------------------ | ------------------- |
| 8    | Régis              | Chapecoense         |
| 7    | Schwenck           | Marcílio Dias       |
| 7    | Jabá               | Juventus            |
| 6    | Anderson Lopes     | Marcílio Dias       |
| 5    | Jael               | Joinville           |
| 5    | Paulo Baier        | Criciúma            |
| 5    | Reinaldo           | Metropolitano       |
| 5    | Cléber Santana     | Avaí                |
| 5    | Héber              | Avaí                |
| 5    | Ricardo Lobo       | Brusque             |
| 5    | Roberto            | Avaí                |
| 5    | Lúcio Maranhão     | Figueirense         |
| 4    | Adriano            | Atlético de Ibirama |
| 4    | Éverton Santos     | Figueirense         |
| 4    | Rafael Bittencourt | Brusque             |
| 4    | Roni               | Chapecoense         |
| 4    | Edigar Junio       | Joinville           |
| 4    | Edinho             | Atlético de Ibirama |
| 4    | Fabiano            | Chapecoense         |
| 4    | Tauã               | Marcílio Dias       |

## Transmissão
A RBS TV (afiliada da Rede Globo) detém todos os direitos de transmissão para a temporada de 2014 pela TV aberta e em pay-per-view, através do canal Premiere FC. Com um contrato renovado em 2013, a emissora pode transmitir os jogos para todo o estado em televisão aberta, inclusive para os locais onde são realizadas as partidas. A exceção se dá com os jogos em Florianópolis, na qual o PPV tem exclusividade para a capital.
Apesar de ter realizado a transmissão de todos os jogos do Figueirense fora de casa na primeira fase, esta etapa se caracterizou pela transmissão mais peculiar e democrática da emissora desde 2010. Pela primeira vez em um turno ou em toda uma fase inicial, os jogos fora de casa das equipes de Florianópolis não ocuparam mais da metade da grade e sim 42%. A mais igualitária divisão havia sido em 2012, quando 52% dos jogos da fase inicial foram da capital e 50% do returno. Na edição atual, focou-se nos confrontos entre os cinco grandes, tendo apenas três que não foram transmitidos, todos na Ressacada ou no Orlando Scarpelli: Avaí x Joinville; Figueirense x Avaí e Avaí x Chapecoense.
Além, disso, pela primeira vez, sete dos dez times tiveram seus jogos transmitidos fora de casa pela emissora, desde 2010. O recorde então havia sido seis, em 2010, 2012 e 2013. Nas fases iniciais, esse número pendurou apenas nos dois últimos. Contando apenas em turno, apenas em 2012, superou-se quatro times, com a transmissão de cinco em cada um dos dois turnos.
Nas fases decisivas, a RBS TV deu prioridade aos duelos entre os três grandes participantes, exceto os realizados em Florianópolis, devido à exclusividade do Pay Per View. Além disso, não houve transmissões simultâneas, pois o PFC tem direito a pelo menos um jogo exclusivo por rodada. Fazendo um balanço da fase Criciúma e Figueirense lideraram as transmissões fora de casa, com dois cada, enquanto Joinville e Metropolitano ficaram cada um com uma das duas restantes. Não houve televisionamento do Hexagonal em TV Aberta.

### Jogos transmitidos pela RBS TV

#### 1ª Fase
- 1ª rodada - Joinville 1–1 Criciúma - 26 de janeiro (Dom) - 17:00 (Todo o estado, menos região de Florianópolis)
- 1ª rodada - Atlético de Ibirama 2–1 Avaí - 26 de janeiro (Dom) - 17:00 (Região de Florianópolis)
- 2ª rodada - Criciúma 1–0 Figueirense - 29 de janeiro (Qua) - 22:00 (Todo o estado)
- 3ª rodada - Joinville 0–0 Chapecoense - 2 de fevereiro (Dom) - 17:00 (Todo o estado)
- 4ª rodada - Chapecoense 0–0 Figueirense - 5 de fevereiro (Qua) - 22:00 (Todo o estado)
- 5ª rodada - Avaí 0–0 Criciúma - 9 de fevereiro (Dom) - 17:00 (Todo o estado, menos região de Florianópolis)
- 5ª rodada - Atlético de Ibirama 1–1 Figueirense - 9 de fevereiro (Dom) - 17:00 (Região de Florianópolis)
- 7ª rodada - Figueirense 3–0 Joinville - 12 de fevereiro (Qua) - 22:00 (Todo o estado, menos região de Florianópolis)
- 6ª rodada - Criciúma 2–1 Chapecoense - 16 de fevereiro (Dom) - 16:00 (Todo o estado, menos região de Criciúma)
- 7ª rodada - Criciúma 1–1 Marcílio Dias - 19 de fevereiro (Qua) - 22:00 (Todo o estado)
- 8ª rodada - Marcílio Dias 0–0 Figueirense - 23 de fevereiro (Dom) - 16:00 (Todo o estado)
- 9ª rodada - Chapecoense 2–1 Brusque - 26 de fevereiro (Qua) - 22:00 (Todo o estado)

Figueirense x Joinville foi antecipado em uma semana devido ao congresso dos técnicos da Copa do Mundo, realizado em Florianópolis.

#### Quadrangular
- 1ª rodada - Joinville 0–0 Metropolitano - 5 de março (Qua) - 22:00 (Todo o estado)
- 2ª rodada - Criciúma 0–0 Joinville - 9 de março (Dom) - 16:00 (Todo o estado)
- 3ª rodada - Joinville 1–1 Figueirense - 12 de março (Qua) - 22:00 (Todo o estado)
- 4ª rodada - Metropolitano 0–4 Criciúma - 16 de março (Dom) - 16:00 (Todo o estado)
- 5ª rodada - Joinville 1–0 Criciúma - 23 de março (Dom) - 16:00 (Todo o estado)
- 6ª rodada - Criciúma 2–3 Figueirense - 30 de março (Dom) - 16:00 (Todo o estado)

#### Final
- Ida - Joinville 2–1 Figueirense - 6 de abril (Dom) - 16:00 (Todo o estado)
- Volta - Figueirense 2–1 Joinville - 13 de abril (Dom) - 16:00 (Todo o estado)

#### Transmissões fora de casa por time
| Clube         | Primeira Fase | Quadrangular | Total (incluindo a final) |
| ------------- | ------------- | ------------ | ------------------------- |
| Figueirense   | 4             | 2            | 7                         |
| Criciúma      | 2             | 2            | 4                         |
| Joinville     | 1             | 1            | 3                         |
| Chapecoense   | 2             | 0            | 2                         |
| Avaí          | 1             | 0            | 1                         |
| Marcílio Dias | 1             | 0            | 1                         |
| Brusque       | 1             | 0            | 1                         |
| Metropolitano | 0             | 1            | 1                         |

### Jogos transmitidos pelo Premiere FC
Na primeira fase, o Premiere FC transmitiu praticamente todas as partidas de Avaí, Criciúma, Figueirense e Joinville, com exceção de Metropolitano x Avaí na última rodada, que não valia mais nada.
Com relação à Chapecoense, houve transmissão das partidas contras os quatro acima citados e contra Juventus (1ª Rodada) e contra o Atlético de Ibirama (7ª Rodada), seguindo a disponibilidade de horários.
Nas fases decisivas, todos os jogos do quadrangular e final foram televisionados.Já no Hexagonal, somente os dois duelos entre Avaí e Chapecoense (1ª e 10ª rodadas) foram televisionados, além de Avaí x Marcílio Dias (9ª rodada).

## Maiores públicos
| Nº | Público[PP] | Mandante    | Placar | Visitante     | Estádio           | Data            | Rodada        |
| -- | ----------- | ----------- | ------ | ------------- | ----------------- | --------------- | ------------- |
| 1  | 17 795      | Figueirense | 2–1    | Joinville     | Orlando Scarpelli | 13 de abril     | Final (Volta) |
| 2  | 16 587      | Joinville   | 2–1    | Figueirense   | Arena Joinville   | 06 de abril     | Final (Ida)   |
| 3  | 13 850      | Criciúma    | 2–3    | Figueirense   | Heriberto Hülse   | 30 de março     | 6ª (2ª Fase)  |
| 4  | 13 597      | Joinville   | 1–0    | Criciúma      | Arena Joinville   | 23 de março     | 5ª (2ª Fase)  |
| 5  | 11 011      | Figueirense | 1–2    | Avaí          | Orlando Scarpelli | 16 de fevereiro | 6ª (1ª Fase)  |
| 6  | 9 470       | Criciúma    | 1–0    | Figueirense   | Heriberto Hülse   | 29 de janeiro   | 2ª (1ª Fase)  |
| 7  | 9 372       | Joinville   | 1–1    | Criciúma      | Arena Joinville   | 26 de janeiro   | 1ª (1ª Fase)  |
| 8  | 9 268       | Criciúma    | 0–0    | Joinville     | Heriberto Hülse   | 09 de março     | 2ª (2ª Fase)  |
| 9  | 8 917       | Criciúma    | 2–1    | Chapecoense   | Heriberto Hülse   | 16 de fevereiro | 6ª (1ª Fase)  |
| 10 | 6 847       | Joinville   | 0–0    | Metropolitano | Arena Joinville   | 05 de março     | 1ª (2ª Fase)  |

## Média de público
| 1. Criciuma - 7.549 (60.392 em 8 jogos) 2. Figueirense – 7.010 (63.096 em 9 jogos) 3. Joinville – 6.960 (62.642 em 9 jogos) 4. Chapecoense – 3.973 (35.753 em 9 jogos) 5. Avaí – 347 (6.126 em 9 jogos) | 1. Metropolitano – 2.184 (17.469 em 8 jogos) 2. Marcílio Dias – 1.708 (13.667 em 8 jogos) 3. Brusque – 1.034 (8.270 em 8 jogos) 4. Atlético de Ibirama – 739 (5.909 em 8 jogos) 5. Juventus – 574 (4.592 em 8 jogos) |

## Troféus

### Troféu Definitivo
O troféu dado ao campeão leva o formato da sede da Federação Catarinense de Futebol em homenagem aos 90 anos da entidade.

### Troféu Dr. Aderbal Ramos da Silva
Desde 2011, a Federação Catarinense de Futebol oferta o Troféu Transitório Dr. Aderbal Ramos da Silva, em homenagem ao patrono e presidente da Federação entre 1939 e 1946. O troféu, que consiste no busto da pessoa homenageada, é ofertado de posse transitória a todos os campeões do certame desde 2011.
O troféu será entregue de forma definitiva a equipe que conquistar o Campeonato Catarinense (contando as conquistas de 2011 até hoje) por três vezes consecutivas ou cinco vezes alternadas.

#### Vencedores anteriores do Troféu Dr. Aderbal Ramos da Silva
- 2011 - Chapecoense
- 2012 - Avaí
- 2013 - Criciúma